# 柴田健三
柴田 健三（しばた けんぞう、1913年10月17日 - 2004年6月27日）は、日本の経営者。

## 経歴
大阪府大阪市出身。1935年に東京帝国大学工学部応用化学科を卒業し、同年に日本窒素肥料に入社した。1959年5月に取締役に就任し、1964年5月から1967年5月までに常務を務めた。
1966年5月に積水化学工業専務に就任し、1971年5月に副社長に就任し、1973年5月には社長に昇格した。1979年1月に取締役相談役に就任し、1982年6月から相談役を務めた。
1980年5月に藍綬褒章を受章し、1985年11月に勲二等瑞宝章を受章した。
2004年6月27日肺炎のために死去。90歳没。